# Shinkendo
Shinkendo (真剣道, 眞劍道, Shinkendō) is een Japanse zwaardvechtkunst. Shinkendo is een samenvoeging van "do" (de weg van) en "shinken" (echt zwaard), kortom de weg van het echte zwaard. Shinkendo is bedacht door Toshishiro Obata in de jaren tachtig en is niet competitief. Shinkendo heeft invloeden van andere vechtkunsten waaronder:
- Toyama-ryū Battōjutsu
- Nakamura-ryū Battōjutsu
- Ioriken Battōjutsu
- Yagyū Shinkage-ryū
- Kashima Shin-ryū

Shinkendo bestaat uit 5 verschillende onderdelen :
- Suburi (Zwaaioefeningen)
- Battō-ho (Zwaardtrekoefeningen)
- Tanrengata (Solooefeningen)
- Tachiuchi (Sparringsoefeningen)
- Tameshigiri (Testsnijden)